# Bruce e Lloyd - Fuori controllo
Bruce e Lloyd - Fuori Controllo è un film direct-to-video del 2008. È uno spin-off del film dello stesso anno Agente Smart - Casino totale. È stato distribuito il 1º luglio 2008, solo 10 giorni dopo l'uscita del film principale. Scritto da Tom J. Astle e Matt Ember, il film è basato sulla serie televisiva Get Smart di Mel Brooks e Buck Henry.

## Trama
Il film è ambientato durante gli eventi di Agente Smart - Casino totale. Bruce e Lloyd stanno testando un mantello che rende invisibili, ma durante un party, Isabelle, agente segreto del Maraguay lo ruba per conto di El Presidente. Gli unici agenti non-compromessi, 99 e 86 si trovano in Russia (nel film principale), perciò Bruce e Lloyd devono trovare il mantello col solo aiuto della loro collega nonché ragazza di Bruce, Nina. Senza alcuna esperienza sul campo, i due devono sedurre la bella Isabelle per infiltrarsi nell'ambasciata del Maraguay e riprendersi il mantello.
Nel film è presente un cameo di Anne Hathaway, che interpreta l'Agente 99 (in una scena che si riferisce al film principale), uno di Terry Crews come Agente 91, e una rapida apparizione di Patrick Warburton come il robot Hymie. Larry Miller interpreta due ruoli: il "Sottocapo" di CONTROL e il suo gemello, un ufficiale della CIA (nel film principale Miller interpreta un agente della CIA). I titoli di coda includono errori e scene eliminate.

## Riferimenti alla serie originale
- Gli unici personaggi della serie originale ad apparire in questo spin-off sono Hymie, l'Agente 91 e l'Agente 99.

## Riferimenti al film principale
- Oltre Bruce e Lloyd, Agente 99, Agente 91, Hymie, l'ufficiale della CIA e Judy della reception.
- L'apparizione di 99 ha luogo immediatamente dopo che Max si ferisce da solo accidentalmente con una cerbottana e include molti riferimenti ai gadget utilizzati.